# Liste des œuvres de Michel Onfray
Cette page recense l'ensemble des ouvrages écrits et publiés par Michel Onfray, certains articles écrits pour des revues, des journaux ou des ouvrages collectifs ainsi que des préfaces et des postfaces diverses.
Plusieurs titres sont édités en livre de poches, notamment chez LGF/Le Livre de Poche (voir lien en fin de page). Ne sont présentées ici que les éditions brochées originales.
Les ouvrages de Michel Onfray, édités chez Grasset dans la collection « Figures » dirigée depuis 1974 par Bernard-Henri Lévy apparaissent, en août 2021, dans la collection « Essais et documents » sur le site des éditions.

## Ouvrages

### Collaborations
- Titouan Lamazou (ill.) et Michel Onfray (présentation et éclairages), Sauf ma mère : Réflexions autour de l'exposition d'Argentan, Paris, Gallimard, coll. « Hors série / Loisirs », juillet 2010, 48 p. (ISBN 978-2-7424-2912-7, présentation en ligne).
- Gilles Berquet (photographe) et Michel Onfray (texte) (Monographie rétrospective), Le fétiche est une grammaire, Paris, Loco, octobre 2018, 240 p. (ISBN 978-2-919507-94-8, présentation en ligne).
- Michel Onfray et Michaël Azoulay, Dieu ? Le philosophe et le rabbin, Bouquins Éditions, novembre 2022 (présentation en ligne)
- Michel Onfray et Véronique Le Floc'h, Entendez-vous dans nos campagnes, éditions du Plénitre, 2025.

### Écrits poétiques
- Ars Moriendi : Cent petits tableaux sur les avantages et les inconvénients de la mort, Bédée, Les Cahiers Folle Avoine, coll. « Hors collection », août 1998, 65 p. (ISBN 978-2-86810-096-2, présentation en ligne).
- Avant le silence : Haïkus d'une année, Paris, Galilée, coll. « Incises », septembre 2014, 88 p. (ISBN 978-2-7186-0911-9, présentation en ligne).
- Les Petits Serpents : « Avant le silence », II (ill. Dix-neuf lavis de Philippe Cognée), Paris, Galilée, coll. « Incises », septembre 2015, 104 p. (ISBN 978-2-7186-0934-8, présentation en ligne).
- L'Éclipse de l'éclipse : « Avant le silence », III, Paris, Galilée, coll. « Incises », septembre 2016, 72 p. (ISBN 978-2-7186-0946-1, présentation en ligne).
- Au pied du volcan : Poèmes pierrotins, Paris, Galilée, coll. « Incises », septembre 2019, 72 p. (ISBN 978-2-7186-0989-8, présentation en ligne).

### Écrits politiques
- Le Miroir aux alouettes : Principes d'athéisme social, Paris, Plon, mars 2016, 240 p. (ISBN 978-2-259-24895-2, présentation en ligne).
- La Parole au peuple (préf. Éric Fottorino, Recueil de chroniques écrites pour l'hebdomadaire Le 1), La Tour-d'Aigues, L'Aube, avril 2017, 138 p. (ISBN 978-2-8159-2222-7, présentation en ligne, lire en ligne).
- Théorie de la dictature, Paris, Robert Laffont, mai 2019, 234 p. (ISBN 978-2-221-24175-2, présentation en ligne, lire en ligne).En poche chez J'ai lu, coll. « Essais », no 13179, mars 2021, 416 p.,  (ISBN 978-2-290-23149-4), [présentation en ligne].
- L'Impensé de la gauche : Autour d'un Carnet soviétique, Paris, Galilée, coll. « Débats », septembre 2019, 112 p. (ISBN 978-2-7186-0988-1, présentation en ligne).
- Vies parallèles : De Gaulle - Mitterrand, Paris, Robert Laffont, novembre 2020, 403 p. (ISBN 978-2-221-24227-8, lire en ligne).En poche chez J'ai lu, coll. « Essais », no 13523, juin 2022, 512 p.,  (ISBN 978-2-290-35739-2), [présentation en ligne].
- Michel Onfray et Éric Naulleau, La gauche réfractaire, Paris, Bouquins, coll. « Essai », mars 2022, 264 p. (ISBN 978-2-38292-230-9, présentation en ligne).
- Puissance et décadence, t. I : Une politique de civilisation, Paris, Bouquins, coll. « Essai », septembre 2022, 456 p. (ISBN 978-2-38292-252-1, présentation en ligne).En poche chez J'ai lu, Paris, 2024, no 13982, 384 p. (ISBN 978-2-290-39019-1) [présentation en ligne].
- Le fétiche et la marchandise, Paris, Bouquins, coll. « Essai », septembre 2023, 224 p. (ISBN 978-2-38292-488-4, présentation en ligne).
- Puissance et décadence, t. II : Force au peuple, Paris, Plon, septembre 2024, 256 p. (ISBN 978-2-259-31994-2, présentation en ligne).
- L'autre Collaboration : Les origines françaises de l'islamo-gauchisme, Paris, Plon, février 2025, 448 p. (ISBN 978-2-259-32162-4, présentation en ligne).

#### Sur le thème de l'anarchisme
- Georges Palante : L'Individualisme aristocratique, textes choisis et présentés par Michel Onfray, Paris, Les Belles Lettres, septembre 1995, 187 p. (ISBN 978-2-251-39026-0).
- Politique du rebelle : Traité de résistance et d'insoumission, Paris, Grasset, coll. « Essais et documents », septembre 1997, 352 p. (ISBN 978-2-246-48761-6, présentation en ligne, lire en ligne).En poche chez LDP, coll. « Biblio essais », juin 1999, 345 p.,  (ISBN 978-2-253-94282-5), [présentation en ligne].
- La Pensée de midi : Archéologie d'une gauche libertaire, Paris, Galilée, coll. « Débats », septembre 2007, 120 p. (ISBN 978-2-7186-0755-9, présentation en ligne).
- Le Postanarchisme expliqué à ma grand-mère : Le Principe de Gulliver, Paris, Galilée, coll. « Débats », octobre 2012, 112 p. (ISBN 978-2-7186-0878-5, présentation en ligne).
- Les trois ouvrages suivants sont aussi réunis, avec d'autres, au sein d'un recueil : Vies philosophiques (éditions Robert Laffont, coll. « Bouquins ») :
  - Physiologie de Georges Palante : Pour un nietzschéisme de gauche (réédition augmentée d'une préface - Sous titre de la première édition : essai sur un nietzschéen de gauche), Paris, Grasset, coll. « Essais et documents », janvier 2002, 2e éd. (1re éd. 1989), 249 p. (ISBN 978-2-246-62951-1, présentation en ligne, lire en ligne).
  - L'Ordre libertaire : La Vie philosophique d'Albert Camus, Paris, Flammarion, janvier 2012, 608 p. (ISBN 978-2-08-126441-0, présentation en ligne, lire en ligne).
  - Vivre une vie philosophique : Thoreau le sauvage, Paris, Le Passeur, septembre 2017, 122 p. (ISBN 978-2-36890-543-2, présentation en ligne, lire en ligne).

#### Chroniques

##### Série «La philosophie féroce»
- La Philosophie féroce : Exercices anarchistes, Paris, Galilée, coll. « Débats », février 2004, 128 p. (ISBN 978-2-7186-0613-2, présentation en ligne).
- Traces de feux furieux : « La Philosophie féroce », II (ill. Valerio Adami), Paris, Galilée, coll. « Débats », septembre 2006, 120 p. (ISBN 978-2-7186-0723-8, présentation en ligne).
- Philosopher comme un chien : « La Philosophie féroce », III, Paris, Galilée, coll. « Débats », septembre 2007, 192 p. (ISBN 978-2-7186-0750-4, présentation en ligne).

##### Sur lacampagne présidentielle de 2017 en France
- Décoloniser les provinces : Contribution aux présidentielles, Paris, L'Observatoire, mars 2017, 160 p. (ISBN 979-10-329-0009-3, présentation en ligne, lire en ligne).
- La Cour des Miracles : Carnets de campagne, Paris, L'Observatoire, juin 2017, 360 p. (ISBN 979-10-329-0012-3, présentation en ligne, lire en ligne).
- Zéro de conduite : Carnet d'après campagne, Paris, L'Observatoire, avril 2018, 384 p. (ISBN 979-10-329-0015-4, présentation en ligne, lire en ligne).

##### Sur le mouvement social des «Gilets jaunes»
- Grandeur du petit peuple : Heurs et malheurs des Gilets jaunes, Paris, Albin Michel, janvier 2020, 384 p. (ISBN 978-2-226-44795-1, présentation en ligne, lire en ligne).

##### Autres
- La Nef des fous : Des nouvelles du Bas-Empire (ill. Do-ho Suh - Fallen Star, 2012), Paris, Robert Laffont, février 2021, 240 p. (ISBN 978-2-221-25204-8, lire en ligne).
- Foutriquet, Paris, Albin Michel, mars 2022, 368 p. (ISBN 978-2226472106, lire en ligne).

### Écrits sur l'art et l'esthétique
- Le Crocodile d'Aristote : Une histoire de la philosophie par la peinture, Paris, Albin Michel, octobre 2019, 256 p. (ISBN 978-2-226-44477-6, présentation en ligne, lire en ligne).
- Les Raisons de l'art : Une initiation à l'art, de Lascaux à Koons, Paris, Albin Michel, septembre 2021, 176 p. (ISBN 978-2-226-46753-9, présentation en ligne).

- Les douze ouvrages ci-dessous sont aussi réunis, avec d'autres, au sein d'un recueil : La danse des simulacres[1] (éditions Robert Laffont, coll. « Bouquins ») : 
  - L'Œil nomade : Essai sur la peinture de Jacques Pasquier, Bédée, Les Cahiers Folle Avoine, coll. « Hors collection », novembre 1993, 109 p. (ISBN 978-2-86810-088-7, présentation en ligne).
  - Métaphysique des ruines : La Peinture de Monsù Desiderio, Bordeaux, Mollat, décembre 1995, 112 p. (ISBN 978-2-909351-18-6, présentation en ligne).
  - Les Icônes païennes : Variations sur Ernest Pignon-Ernest (ill. 24 illustrations de Ernest Pignon-Ernest), Paris, Galilée, coll. « Écritures/Figures », juin 2003, 104 p. (ISBN 978-2-7186-0625-5, présentation en ligne).
  - Archéologie du présent : Manifeste pour une esthétique cynique, Paris, Adam Biro/Grasset, 2003, 126 p. (ISBN 978-2-87660-382-0, présentation en ligne).
  - Épiphanies de la séparation : La Peinture de Gilles Aillaud (ill. 8 illustrations couleur hors-texte de Gilles Aillaud), Paris, Galilée, coll. « Écritures/Figures », juin 2004, 128 p. (ISBN 978-2-7186-0650-7, présentation en ligne).
  - Oxymoriques : Les Photographies de Bettina Rheims (ill. Bettina Rheims), Paris, Jannink, juin 2005, 48 p. (ISBN 978-2-916067-03-2, présentation en ligne).
  - Fixer des vertiges : Les Photographies de Willy Ronis (ill. Frontispice et 16 photographies en bichromie hors-texte de Willy Ronis), Paris, Galilée, coll. « Écritures/Figures », juillet 2007, 104 p. (ISBN 978-2-7186-0748-1, présentation en ligne).
  - Splendeur de la catastrophe : La Peinture de Vladimir Vélikovic (ill. Frontispice et 20 illustrations couleur hors-texte de Vladimir Velickovic), Paris, Galilée, coll. « Écritures/Figures », 2007 (1re éd. 2002), 112 p. (ISBN 978-2-7186-0747-4, présentation en ligne).
  - Le Chiffre de la peinture : L'Œuvre de Valerio Adami (ill. 16 illustrations couleur, hors-texte de Valerio Adami), Paris, Galilée, coll. « Écritures/Figures », juillet 2008, 144 p. (ISBN 978-2-7186-0770-2, présentation en ligne).
  - La Vitesse des simulacres : Les Sculptures de Pollès (ill. trois hors-texte couleur de Pollès), Paris, Galilée, coll. « Écritures/Figures », novembre 2008, 104 p. (ISBN 978-2-7186-0789-4, présentation en ligne).
  - L'Apiculteur et les Indiens : La Peinture de Gérard Garouste (ill. Illustrations couleur et noir et blanc, hors-texte, de Gérard Garouste), Paris, Galilée, coll. « Écritures/Figures », juin 2009, 144 p. (ISBN 978-2-7186-0798-6, présentation en ligne).
  - Transe est connaissance : Un chamane nommé Combas (ill. Combas), Paris, Flammarion, mars 2014, 112 p. (ISBN 978-2-08-131680-5, présentation en ligne).
- Les Anartistes : Le trésor retrouvé des « Arts incohérents », Paris, Albin Michel, mai 2022 (ISBN 978-2226472496, présentation en ligne).

### Histoire de la philosophie

#### Série «Contre-histoire de la philosophie»
1. Les Sagesses antiques : Contre-histoire de la philosophie I, Paris, Grasset, coll. « Essais et documents », février 2006, 336 p. (ISBN 978-2-246-64791-1, BNF 40111720, présentation en ligne, lire en ligne).En poche chez LDP, coll. « Biblio essais », juin 2007, 352 p.,  (ISBN 978-2-253-08384-9), [présentation en ligne].
2. Le Christianisme hédoniste : Contre-histoire de la philosophie II, Paris, Grasset, coll. « Essais et documents », février 2006, 352 p. (ISBN 978-2-246-68901-0, présentation en ligne, lire en ligne).En poche chez LDP, coll. « Biblio essais », octobre 2008, 384 p.,  (ISBN 978-2-253-08385-6), [présentation en ligne].
3. Les Libertins baroques : Contre-histoire de la philosophie III, Paris, Grasset, coll. « Essais et documents », avril 2007, 320 p. (ISBN 978-2-246-68911-9, présentation en ligne, lire en ligne).En poche chez LDP, coll. « Biblio essais », février 2009, 320 p.,  (ISBN 978-2-253-08444-0), [présentation en ligne].
4. Les Ultras des Lumières : Contre-histoire de la philosophie IV, Paris, Grasset, coll. « Essais et documents », avril 2007, 352 p. (ISBN 978-2-246-68921-8, BNF 42060258, présentation en ligne, lire en ligne).En poche chez LDP, coll. « Biblio essais », septembre 2009, 352 p.,  (ISBN 978-2-253-08445-7), [présentation en ligne].
5. L'Eudémonisme social : Contre-histoire de la philosophie V, Paris, Grasset, coll. « Essais et documents », avril 2008, 352 p. (ISBN 978-2-246-68931-7, présentation en ligne, lire en ligne).En poche chez LDP, coll. « Biblio essais », janvier 2010, 352 p.,  (ISBN 978-2-253-08454-9), [présentation en ligne].
6. Les Radicalités existentielles : Contre-histoire de la philosophie VI, Paris, Grasset, coll. « Essais et documents », février 2009, 400 p. (ISBN 978-2-246-68941-6, présentation en ligne, lire en ligne).En poche chez LDP, coll. « Biblio essais », octobre 2010, 384 p.,  (ISBN 978-2-253-08470-9), [présentation en ligne].
7. La Construction du surhomme : Contre-histoire de la philosophie VII, Paris, Grasset, coll. « Essais et documents », octobre 2011, 368 p. (ISBN 978-2-246-79089-1, présentation en ligne, lire en ligne).En poche chez LDP, coll. « Biblio essais », novembre 2012, 384 p.,  (ISBN 978-2-253-15638-3), [présentation en ligne].
8. Les Freudiens hérétiques : Contre-histoire de la philosophie VIII, Paris, Grasset, coll. « Essais et documents », janvier 2013, 400 p. (ISBN 978-2-246-80268-6, BNF 43515803, présentation en ligne, lire en ligne).En poche chez LDP, coll. « Biblio essais », avril 2014, 408 p.,  (ISBN 978-2-253-15651-2), [présentation en ligne].
9. Les Consciences réfractaires : Contre-histoire de la philosophie IX, Paris, Grasset, coll. « Essais et documents », janvier 2013, 480 p. (ISBN 978-2-246-80270-9, BNF 43515796, présentation en ligne, lire en ligne).En poche chez LDP, coll. « Biblio essais », juin 2014, 480 p.,  (ISBN 978-2-253-15652-9), [présentation en ligne].
10. La Pensée postnazie : Contre-histoire de la philosophie X, Paris, Grasset, coll. « Essais et documents », mars 2018, 464 p. (ISBN 978-2-246-80547-2, BNF 45470886, présentation en ligne, lire en ligne).En poche chez LDP, coll. « Biblio essais », novembre 2020, 480 p.,  (ISBN 978-2-253-25759-2), [présentation en ligne].
11. L'Autre Pensée 68 : Contre-histoire de la philosophie XI, Paris, Grasset, coll. « Essais et documents », mars 2018, 528 p. (ISBN 978-2-246-80548-9, BNF 45471041, présentation en ligne, lire en ligne).En poche chez LDP, coll. « Biblio essais », novembre 2020, 552 p.,  (ISBN 978-2-253-25758-5), [présentation en ligne].
12. La Résistance au nihilisme : Contre-histoire de la philosophie XII, Paris, Grasset, coll. « Essais et documents », juin 2020, 352 p. (ISBN 978-2-246-80549-6, BNF 46568333, présentation en ligne, lire en ligne).En poche chez LDP, coll. « Biblio essais », avril 2022, 544 p.,  (ISBN 978-2-253-07836-4), [présentation en ligne].

#### Ouvrages généraux
- Antimanuel de philosophie : Leçons socratiques et alternatives, Paris, Bréal, mai 2001, 334 p. (ISBN 978-2-84291-741-8, présentation en ligne, lire en ligne).
- Gastrosophie : Petite phénoménologie de la raison suspendue (ill. Bérénice Constans - 13 encres), Bordeaux, Mollat, 2006 (présentation en ligne).Série limitée à 60 exemplaires.
- Le Songe d'Eichmann (Précédé de Un kantien chez les nazis), Paris, Galilée, coll. « Incises », mars 2008, 104 p. (ISBN 978-2-7186-0767-2, présentation en ligne).
- Haute École : Brève histoire du cheval philosophique, Paris, Flammarion, octobre 2015, 192 p. (ISBN 978-2-08-137036-4, présentation en ligne).
- Miroir du nihilisme : Houellebecq éducateur (ill. Valerio Adami), Paris, Galilée, coll. « Débats », septembre 2017, 128 p. (ISBN 978-2-7186-0957-7, présentation en ligne).
- Solstice d'hiver : Alain, les Juifs, Hitler et l'Occupation, Paris, L'Observatoire, mars 2018, 112 p. (ISBN 979-10-329-0363-6, présentation en ligne, lire en ligne).
- Le Deuil de la mélancolie : Récit intime (ill. Guido Cagnacci - Allégorie de la vie, 1650), Paris, Robert Laffont, septembre 2018, 128 p. (ISBN 978-2-221-21954-6, présentation en ligne, lire en ligne).
- Michel Onfray : Le Dictionnaire, Paris, Le cherche midi, octobre 2019, 288 p. (ISBN 978-2-7491-5909-6, présentation en ligne, lire en ligne).
- La Vengeance du pangolin : Penser le virus, Paris, Robert Laffont, septembre 2020, 288 p. (ISBN 978-2-221-25030-3, présentation en ligne, lire en ligne).
- Non-dit : Entretiens avec Henri de Monvallier, Paris, Galilée, coll. « Débats », février 2021, 112 p. (ISBN 978-2-7186-1011-5, présentation en ligne).
- L'Art d'être français : Lettres à de jeunes philosophes (ill. Bernard Martinez), Paris, Robert Laffont, coll. « Bouquins, essai », mai 2021, 408 p. (ISBN 978-2-38292-009-1, présentation en ligne, lire en ligne).
- Autodafés : L'Art de détruire les livres, Les Presses de la Cité, août 2021, 176 p. (ISBN 978-2-258-19706-0, présentation en ligne).
- La Conversion : Vivre selon Lucrèce, Bouquins et Mollat, coll. « Essai », novembre 2021, 198 p. (ISBN 978-2382921128, présentation en ligne).

Les trois ouvrages suivants sont aussi réunis, avec d'autres, au sein d'un recueil : La danse des simulacres (éditions Robert Laffont, coll. « Bouquins ») :
- Le Ventre des philosophes : Critique de la raison diététique, Paris, Grasset, coll. « Littérature française », mai 1989, 247 p. (ISBN 978-2-246-41681-4, présentation en ligne, lire en ligne).En poche chez LDP, coll. « Biblio essais », juin 1990, 182 p.,  (ISBN 978-2253053828), [présentation en ligne].
- La Raison gourmande : Philosophie du goût, Paris, Grasset, coll. « Littérature française », février 1995, 276 p. (ISBN 978-2-246-48731-9, présentation en ligne, lire en ligne).En poche chez LDP, coll. « Biblio essais », octobre 1997, 256 p.,  (ISBN 978-2253942542), [présentation en ligne].
- Les Formes du temps : Théorie du sauternes, Bordeaux, Mollat, janvier 1996, 65 p. (ISBN 978-2-909351-20-9, présentation en ligne).

- Les trois ouvrages suivants sont aussi réunis, avec d'autres, au sein d'un recueil : Vies philosophiques (éditions Robert Laffont, coll. « Bouquins ») :
  - Célébration du génie colérique : Tombeau de Pierre Bourdieu, Paris, Galilée, coll. « L'espace critique », avril 2002, 128 p. (ISBN 978-2-7186-0558-6, présentation en ligne).
  - La Religion du poignard : Éloge de Charlotte Corday, Paris, Galilée, coll. « Débats », février 2009, 80 p. (ISBN 978-2-7186-0791-7, présentation en ligne).
  - Vies et Mort d'un dandy : Construction d'un mythe, Paris, Galilée, septembre 2012, 96 p. (ISBN 978-2-7186-0871-6, présentation en ligne).

### Participations
- Panamarenko et collectif, La Grande Exposition des soucoupes volantes, Actes Sud, coll. « Fondation Cartier pour l'art contemporain », juin 1998, 111 p. (ISBN 978-2-7427-1772-9).
- Franz-Olivier Giesbert (dir.) et et huit autres auteurs, Manifeste pour les animaux, Paris, Autrement, coll. « Manifeste », octobre 2014, 144 p. (ISBN 978-2-7467-3611-5, présentation en ligne).
- Rester vivant : Qu'est-ce qu'une civilisation après le coronavirus ?, Paris, Fayard, Le Figaro, coll. « Documents », juin 2020, 270 p. (ISBN 978-2-213-71759-3, présentation en ligne).Ce livre regroupe les tribunes et entretiens d’une vingtaine de grands penseurs publiés dans Le Figaro pendant le premier confinement de 2020.
- Marie-Claire Margossian (dir.) et Collectif (préf. Jean-Christophe Buisson), Arménie : Les Enfants de la guerre, Paris, Fayard, Le Figaro, coll. « Documents, témoignages », septembre 2021, 252 p. (ISBN 978-2-213-72074-6, présentation en ligne).Texte de Michel Onfray, Le pire ne durera pas toujours. [lire en ligne (page consultée le 27 septembre 2021)].

### Préfaces

#### En tant que directeur de la collection «Université populaire &Cie» chez Autrement
- Jean-Claude Idée, Manifeste pour une université populaire du théâtre, Paris, Autrement, coll. « Université populaire & Cie », mai 2013, 120 p. (ISBN 978-2-7467-3510-1, présentation en ligne).
- Didier Pleux, Françoise Dolto : La Déraison pure, Paris, Autrement, coll. « Université populaire & Cie », octobre 2013, 192 p. (ISBN 978-2-7467-3505-7, présentation en ligne).
- Robert Misrahi, La Joie d'amour : Pour une érotique du bonheur, Paris, Autrement, coll. « Université populaire & Cie », janvier 2014, 256 p. (ISBN 978-2-7467-3630-6, présentation en ligne, lire en ligne).
- Diogène Le Cynique (trad. du grec ancien par Adeline Baldacchino (et présentation)), Fragments inédits, Paris, Autrement, coll. « Université populaire & Cie », octobre 2014, 176 p. (ISBN 978-2-7467-3956-7, présentation en ligne)[2].
- Claude Dupuydenus, Herbert Marcuse : Les Vertus de l'obstination, Paris, Autrement, coll. « Université populaire & Cie », février 2015, 304 p. (ISBN 978-2-7467-3729-7, présentation en ligne).
- Méryl Pinque, Pour une révolution végane, Paris, Autrement, coll. « Université populaire & Cie », mars 2015, 320 p. (ISBN 978-2-7467-3808-9, présentation en ligne).
- Henri de Monvallier et Nicolas Rousseau, Blanchot l'obscur : Ou la déraison littéraire, Paris, Autrement, coll. « Université populaire & Cie », avril 2015, 256 p. (ISBN 978-2-7467-4175-1, présentation en ligne)
- Michel Perraudeau, Éloge des libertaires : Les 100 mots du libertarisme, Paris, Autrement, coll. « Université populaire & Cie », février 2016, 448 p. (ISBN 978-2-7467-3804-1, présentation en ligne).
- Rémi David, Philosophie de la magie, Paris, Autrement, coll. « Université populaire & Cie », février 2017, 192 p. (ISBN 978-2-7467-4479-0, présentation en ligne).
- Joël Supéry, La Saga des Vikings : Une autre histoire des invasions, Paris, Autrement, coll. « Université populaire & Cie », février 2018, 280 p. (ISBN 978-2-7467-4651-0, présentation en ligne).
- Thibault Isabel, Pierre-Joseph Proudhon : L'Anarchie sans le désordre, Paris, Autrement, coll. « Université populaire & Cie », mars 2021, 192 p. (ISBN 978-2-7467-6073-8, présentation en ligne).

#### Autres
- Hamid Zanaz, L'Impasse islamique : La Religion contre la vie, Saint-Georges-d'Oléron, Les éditions libertaires, octobre 2009, 165 p. (ISBN 978-2-914980-82-1, présentation en ligne).
- Julien Offroy de la Mettrie, L'Art de jouir, Joseph K., coll. « Métamorphoses », novembre 2011 (1re éd. 1995), 55 p. (ISBN 978-2910686611, lire sur Wikisource).
- Bérénice Levet, La Théorie du genre ou Le Monde rêvé des anges : L'Identité sexuée comme malédiction, Paris, Grasset, coll. « Essais et documents », novembre 2014, 240 p. (ISBN 978-2246811770, présentation en ligne, lire en ligne)[3].
- Michel de Montaigne et Bernard Combeaud (dir.) (Nouvelle édition), Les Essais, Paris, Robert Laffont, coll. « Bouquins », mars 2019, 1184 p. (ISBN 978-2-221-21881-5, présentation en ligne).Texte de Michel Onfray, Savoir Vivre loyalement de son être : Lire, lire encore et relire Montaigne.
- Henri de Monvallier et Nicolas Rousseau, Les Imposteurs de la philo, Paris, Le Passeur, coll. « Essais », octobre 2019, 260 p. (ISBN 978-2-36890-694-1, présentation en ligne, lire en ligne).
- Henri de Monvallier, La Phénoménologie des professeurs, Paris, L'Harmattan, coll. « Ouverture philosophique / Débats », janvier 2020, 282 p. (ISBN 978-2-343-18719-8, présentation en ligne, lire en ligne).
- Lucrèce : La Naissance des choses (trad. Bernard Combeaud), Bouquins et Mollat, novembre 2021, 896 p. (ISBN 978-2-38292-053-4, présentation en ligne).
- Jacline Mouraud, Jacline qui ? : Réponse à Éric Zemmour, Paris, éditions Bouquins, 2 mars 2023, 216 p. (ISBN 978-2-38292-401-3)[4].
- Alain de Benoist, Un autre Rousseau : Lumières et contre-Lumières, Paris, Fayard, 14 mai 2025, 304 p. (ISBN 978-2213731780)

### Postfaces

#### En tant que directeur de la collection «Université populaire &Cie» chez Autrement
- Gérard Poulouin (dir.), Universités populaires : Hier et aujourd'hui, Paris, Autrement, coll. « Université populaire & Cie », octobre 2012, 368 p. (ISBN 978-2-7467-3319-0).

### Récits de voyages
- À côté du désir d'éternité : Fragments d'Égypte (photogr. Alain Szczuczynski), Bordeaux, Mollat, avril 1998, 78 p. (ISBN 978-2-909351-43-8, présentation en ligne).
- Esthétique du Pôle Nord : Stèles hyperboréennes (photogr. Alain Szczuczynski), Paris, Grasset, coll. « Essais et documents », janvier 2002, 260 p. (ISBN 978-2-246-62941-2, présentation en ligne, lire en ligne).
- Théorie du voyage : Poétique de la géographie, Paris, LGF/Le Livre de Poche, coll. « Biblio essais », janvier 2007, 128 p. (ISBN 978-2-253-08441-9, présentation en ligne, lire en ligne).
- Les Bûchers de Bénarès : Cosmos, Éros et Thanatos, Paris, Galilée, coll. « Débats », octobre 2008, 120 p. (ISBN 978-2-7186-0783-2, présentation en ligne).
- Le Désir ultramarin : Les Marquises après les Marquises, Paris, Gallimard, novembre 2017, 128 p. (ISBN 978-2-07-272315-5, présentation en ligne, lire en ligne).
- Nager avec les piranhas : Carnet guyanais, Paris, Gallimard, novembre 2017, 96 p. (ISBN 978-2-07-272310-0, présentation en ligne, lire en ligne).
- La Pensée qui prend feu : Artaud le Tarahumara, Paris, Gallimard, octobre 2018, 112 p. (ISBN 978-2-07-282107-3, présentation en ligne, lire en ligne).
- La Stricte Observance : Avec Rancé à la Trappe, Paris, Gallimard, octobre 2018, 128 p. (ISBN 978-2-07-282112-7, présentation en ligne, lire en ligne).
- Les Avalanches de Sils-Maria : Géologie de Frédéric Nietzsche, Paris, Gallimard, novembre 2019, 176 p. (ISBN 978-2-07-287205-1, présentation en ligne, lire en ligne).
- Le Chemin de la Garenne, Paris, Gallimard, novembre 2019, 96 p. (ISBN 978-2-07-287210-5, présentation en ligne, lire en ligne).
- Inframince : Journal de voyage au Japon, Levallois-Perret, Éditions du Plénitre, mai 2024, 120 p. (ISBN 978-2-492006-25-8, présentation en ligne).

### Recueils
- La Danse des simulacres : Une philosophie du goût (appareil critique par Henri de Monvallier), Paris, Robert Laffont, coll. « Bouquins », avril 2019, 1504 p. (ISBN 978-2-221-22139-6, présentation en ligne).Contient dix-sept textes déjà publiés[Note 1] sur l'esthétique ou la philosophie du goût ainsi qu'une correspondance inédite avec Pascal Dusapin (1998-2008) : L'organe de la crainte.
- Vies philosophiques, Paris, Robert Laffont, coll. « Bouquins », février 2021, 1536 p. (ISBN 978-2-221-24810-2, présentation en ligne).Contient dix textes déjà publiés[Note 2] ainsi qu'une présentation ayant pour titre Autoportraits aux portraits et la préface d'une édition des Essais de Montaigne intitulée Savoir vivre loyalement de son être : lire, lire encore et relire Montaigne.
- Esthétique du voyage, Paris, Bouquins / Mollat, coll. « La Collection », novembre 2024, 992 p. (ISBN 978-2-38292-298-9, présentation en ligne).Contient tous ses récits de voyage et un texte inédit : La Sphère armillaire.

### Scénarios de bandes dessinées
- Michel Onfray (scénario) (ill. Maximilien Le Roy), Nietzsche : Se créer liberté, Paris, Le Lombard, mars 2010, 128 p. (ISBN 978-2-8036-2650-2, présentation en ligne).
- Kotlarek Thomas (scénario) et Michel Onfray (scénario) (ill. Jef), Une histoire de France : Tome 1 - La Dalle rouge, Paris, Le Lombard, mars 2019, 128 p. (ISBN 978-2-8036-2650-2, présentation en ligne).

### Série «Brève encyclopédie du monde»
- Cosmos : Une ontologie matérialiste (ill. Nancy Holt - Sun Tunnels), Paris, Flammarion, coll. « Essais & documents », mars 2015, 576 p. (ISBN 978-2-08-129036-5, présentation en ligne, lire en ligne).
- Décadence : Vie et mort du judéo-christianisme (ill. Andy Goldsworthy - Dôme d'argile), Paris, Flammarion, coll. « Essais & documents », février 2017, 656 p. (ISBN 978-2-08-138092-9, présentation en ligne, lire en ligne).
- Sagesse : Savoir vivre au pied d'un volcan, Paris, Albin Michel/Flammarion, coll. « Essais & documents », janvier 2019, 528 p. (ISBN 978-2-226-44062-4, présentation en ligne, lire en ligne).
- Anima : Vie et mort de l'âme - De Lascaux au transhumanisme, Albin Michel, 2023.

### Série «Théorie des éléments»
- Le Recours aux forêts : La Tentation de Démocrite, Paris, Galilée, coll. « Incises », septembre 2009, 88 p. (ISBN 978-2-7186-0800-6, présentation en ligne).
- La Sagesse des abeilles : Première leçon de Démocrite (ill. Robert Combas), Paris, Galilée, coll. « Incises », janvier 2012, 112 p. (ISBN 978-2-7186-0858-7, présentation en ligne).
- La Constellation de la baleine : Le Songe de Démocrite, Paris, Galilée, coll. « Incises », septembre 2013, 104 p. (ISBN 978-2-7186-0892-1, présentation en ligne).
- La Cavalière de Pégase : Dernière leçon de Démocrite, Paris, Galilée, coll. « Incises », septembre 2018, 72 p. (ISBN 978-2-7186-0972-0, présentation en ligne).

### Série «Une contre histoire de la littérature»
- Le réel n'a pas eu lieu : Le Principe de Don Quichotte, Paris, Autrement, coll. « Une contre histoire de la littérature » (no 1), avril 2014, 206 p. (ISBN 978-2-7467-3725-9, présentation en ligne, lire en ligne).
- La Passion de la méchanceté : Sur un prétendu divin marquis, Paris, Autrement, coll. « Une contre histoire de la littérature » (no 2), août 2014, 192 p. (ISBN 978-2-7467-3955-0, présentation en ligne, lire en ligne).

### SurFriedrich Nietzsche
- La Sagesse tragique : Du bon usage de Nietzsche, Paris, LGF/Le Livre de Poche, coll. « Biblio essais inédit », novembre 2005, 192 p. (ISBN 978-2-253-08281-1, présentation en ligne, lire en ligne).
- L'Innocence du devenir : La Vie de Frédéric Nietzsche, Paris, Galilée, coll. « Incises », janvier 2008, 122 p. (ISBN 978-2-7186-0756-6, présentation en ligne).Cet ouvrage est également édité, avec d'autres, au sein d'un recueil : Vies philosophiques (éditions Robert Laffont, coll. « Bouquins »).
- Bestiaire nietzschéen : Les Animaux philosophiques, Paris, Galilée, coll. « Incises », septembre 2014, 80 p. (ISBN 978-2-7186-0912-6, présentation en ligne).

### Sur le thème de l'hédonisme
- Cynismes : Portrait du philosophe en chien, Paris, Grasset, coll. « Littérature française », mars 1990, 213 p. (ISBN 978-2-246-42881-7, présentation en ligne, lire en ligne).En poche chez LDP, coll. « Biblio essais », février 1992, 192 p.,  (ISBN 978-2253044574), [présentation en ligne].
- L'Art de jouir : Pour un matérialisme hédoniste, Paris, Grasset, coll. « Littérature française », septembre 1991, 320 p. (ISBN 978-2-246-45301-7, présentation en ligne, lire en ligne).En poche chez LDP, coll. « Biblio essais », février 1994, 288 p.,  (ISBN 978-2253941989), [présentation en ligne].
- La Sculpture de soi : La Morale esthétique, Paris, Grasset, coll. « Littérature française », septembre 1993, 294 p. (ISBN 978-2-246-46501-0, présentation en ligne, lire en ligne).En poche chez LDP, coll. « Biblio essais », mai 1996, 224 p.,  (ISBN 978-2253942252), [présentation en ligne].
- Théorie du corps amoureux : Pour une érotique solaire, Paris, Grasset, coll. « Essais et documents », février 2000, 306 p. (ISBN 978-2-909351-20-9, présentation en ligne, lire en ligne).
- L'Invention du plaisir : Fragments cyrénaïques, Paris, LGF/Le Livre de Poche, coll. « Biblio essais inédit », janvier 2002, 284 p. (ISBN 978-2-253-94323-5, présentation en ligne).
- Féeries anatomiques : Généalogie du corps faustien, Paris, Grasset, coll. « Essais et documents », octobre 2003, 350 p. (ISBN 978-2-246-64581-8, présentation en ligne, lire en ligne).
- La Puissance d'exister : Manifeste hédoniste (Texte de trois conférences données à la BnF en 2005), Paris, Grasset, coll. « Essais et documents », octobre 2006, 240 p. (ISBN 978-2-246-71691-4, présentation en ligne, lire en ligne).En poche chez LDP, coll. « Biblio essais », janvier 2008, 288 p. (ISBN 978-2253083979) [présentation en ligne].
- Le Souci des plaisirs : Construction d'une érotique solaire (ill. Robert Morris - House of Vetti II, 1983), Paris, Flammarion, septembre 2008, 192 p. (ISBN 978-2-08-121632-7, présentation en ligne).Cet ouvrage est également édité, avec d'autres, au sein d'un recueil : La danse des simulacres (éditions Robert Laffont, coll. « Bouquins »).
- Manifeste hédoniste, Paris, Autrement, coll. « Manifeste », avril 2011, 168 p. (ISBN 978-2-7467-1612-4, présentation en ligne, lire en ligne).

#### Série «Journal hédoniste»
1. Le Désir d'être un volcan, Paris, Grasset, coll. « Littérature française », mars 1996, 400 p. (ISBN 978-2-246-48751-7, présentation en ligne, lire en ligne).En poche chez LDP, coll. « Biblio essais », février 1998, 512 p.,  (ISBN 978-2-253-94263-4), [présentation en ligne].
2. Les Vertus de la foudre : Journal hédoniste - Tome 2, Paris, Grasset, coll. « Essais et documents », septembre 1998, 384 p. (ISBN 978-2-246-56561-1, présentation en ligne, lire en ligne).En poche chez LDP, coll. « Biblio essais », mars 2000, 475 p.,  (ISBN 978-2-253-94291-7), [présentation en ligne].
3. L'Archipel des comètes, Paris, Grasset, coll. « Essais et documents », février 2001, 430 p. (ISBN 978-2-246-58071-3, présentation en ligne, lire en ligne).En poche chez LDP, coll. « Biblio essais », mai 2002, 507 p.,  (ISBN 978-2-253-94317-4), [présentation en ligne].
4. La Lueur des orages désirés : Journal hédoniste - Tome 4, Paris, Grasset, coll. « Essais et documents », octobre 2007, 384 p. (ISBN 978-2-246-64811-6, présentation en ligne, lire en ligne).En poche chez LDP, coll. « Biblio essais », avril 2016, 456 p.,  (ISBN 978-2-253-18570-3), [présentation en ligne].
5. Le Magnétisme des solstices : Journal hédoniste - 5, Paris, Flammarion, coll. « Essais, documents, témoignages », octobre 2013, 416 p. (ISBN 978-2-08-129075-4, présentation en ligne, lire en ligne).
6. Le Temps de l'étoile polaire : Journal hédoniste, Paris, Robert Laffont, octobre 2019, 288 p. (ISBN 978-2-221-24044-1, présentation en ligne, lire en ligne).
7. La Foudre gouverne le monde : Journal hédoniste, Paris, Albin Michel, mai 2024, 320 p. (ISBN 978-2-226-49009-4, présentation en ligne, lire en ligne).
8. L’Éternité sans bord : Journal hédoniste, Paris, Albin Michel, avril 2025, 317 p. (ISBN 978-2-226-49010-0, présentation en ligne).

### Sur le thème de l'Université populaire
- La Communauté philosophique : Manifeste pour l'Université populaire, Paris, Galilée, coll. « Débats », septembre 2004, 136 p. (ISBN 978-2-7186-0658-3, présentation en ligne).
- Suite à « La Communauté philosophique » : Une machine à porter la voix (ill. Patrick Bouchain), Paris, Galilée, coll. « Débats », septembre 2006, 95 p. (ISBN 978-2-7186-0731-3, présentation en ligne).

#### Dans la collection «Université populaire &Cie» chez Autrement
- Rendre la raison populaire : Université populaire, mode d'emploi, Paris, Autrement, coll. « Université populaire & Cie », octobre 2012, 96 p. (ISBN 978-2-7467-3320-6, présentation en ligne, lire en ligne).
- Michel Onfray (dir.), Le Canari du nazi : Essais sur la monstruosité, Paris, Autrement, coll. « Université populaire & Cie », janvier 2013, 235 p. (ISBN 978-2-7467-3411-1, présentation en ligne).
- Avec Jean-Yves Clément, La Raison des sortilèges : Entretiens sur la musique, Paris, Autrement, coll. « Université populaire & Cie », avril 2013, 190 p. (ISBN 978-2-7467-3425-8, présentation en ligne, lire en ligne).Cet ouvrage est également édité, avec d'autres, au sein d'un recueil : La danse des simulacres (éditions Robert Laffont, coll. « Bouquins »).
- La Force du sexe faible : Contre-histoire de la Révolution française, Paris, Autrement, coll. « Université populaire & Cie », mai 2016, 224 p. (ISBN 978-2-7467-4342-7, présentation en ligne, lire en ligne).Cet ouvrage est également édité, avec d'autres, au sein d'un recueil : Vies philosophiques (éditions Robert Laffont, coll. « Bouquins »).
- Tocqueville et les Apaches : Indiens, nègres, ouvriers, Arabes et autres hors-la-loi, Paris, Autrement, coll. « Université populaire & Cie », novembre 2017, 208 p. (ISBN 978-2-7467-4553-7, présentation en ligne, lire en ligne).

### Sur le thème des croyances religieuses
- Traité d'athéologie : Physique de la métaphysique, Paris, Grasset, coll. « Essais et documents », janvier 2005, 283 p. (ISBN 978-2-246-64801-7, présentation en ligne, lire en ligne).
- Un requiem athée, Paris, Galilée, coll. « Incises », septembre 2013, 48 p. (ISBN 978-2-7186-0893-8, présentation en ligne).
- Penser l'islam, Paris, Grasset, coll. « Essais et documents », mars 2016, 180 p. (ISBN 978-2-246-85949-9, présentation en ligne, lire en ligne).
- Théorie de Jésus : Biographie d'une idée, Paris, Bouquins, coll. « Essai », novembre 2023, 272 p. (ISBN 978-2-38292-052-7, présentation en ligne).
- Patience dans les ruines : Saint Augustin Urbi et Orbi, Paris, Bouquins, coll. « Essai », janvier 2024, 128 p. (ISBN 978-2-38292-382-5, présentation en ligne).

### SurSigmund Freudet le thème de lapsychanalyse
- Les deux ouvrages suivants sont aussi réunis, avec d'autres, au sein d'un recueil : Vies philosophiques (éditions Robert Laffont, coll. « Bouquins ») :
  - Le Crépuscule d'une idole : L'Affabulation freudienne, Paris, Grasset, coll. « Essais et documents », avril 2010, 624 p. (ISBN 978-2-246-76931-6, présentation en ligne).
  - Apostille au Crépuscule : Pour une psychanalyse non freudienne, Paris, Grasset, coll. « Essais et documents », novembre 2010, 224 p. (ISBN 978-2-246-75781-8, présentation en ligne, lire en ligne).

## Cours et conférences enregistrés
Aux éditions Frémeaux & Associés.

### Pour l'Université populaire de Caen
- Pour un Tocqueville de gauche - Enregistré en 2017 au Théâtre du Rond-Point, Paris. Deux cd. Réf. : FA5745. [présentation en ligne].
- Le surstoïcisme de Nietzsche - Enregistré en 2018 au Théâtre du Rond-Point, Paris. Un cd. Réf. : FA5761. [présentation en ligne].

### Autres
- Le Front populaire expliqué par Michel Onfray, Frank Lanot, Jacky Desquesnes, Nicolas Béniès, Gérard Poulouin et Joël Pouthas. Enregistré en 2016. Six cd. Réf. : FA5687. Conférence de Michel Onfray (cd 1) : Pourquoi le Front populaire n'est-il pas pensé ? [présentation en ligne].

## Articles
- « L’humanisme sans faux semblants » (Entretien), Humanisme, no 285,‎ février 2009, p. 43 à 46 (ISSN 2779-1815, lire en ligne ).

### Écrits pour le magazineCauseur
Cette section regroupe les articles écrits par l'auteur Michel Onfray pour le magazine Causeur (édition papier et site Internet). Les entretiens de celui-ci ne sont pas listés.
- « La corrida, cette fiesta des passions tristes », Causeur, no 91,‎ juin 2021 (ISSN 1966-6055).Version en ligne : « La corrida, cette fiesta des passions tristes : Jouir de tuer », (ill. Sempé) , sur causeur.fr, 24 juin 2021 (e-ISSN 2270-4140, consulté le 15 septembre 2021).

### Écrits pour le magazineLe Figaro
Cette section regroupe les articles écrits par l'auteur Michel Onfray pour le magazine Le Figaro (édition papier et site Internet). Les entretiens de celui-ci ne sont pas listés.
- « Dégageons les Robespierrots et lançons la révolution girondine ! »  (Tribune), sur lefigaro.fr/vox, 12 novembre 2017 (e-ISSN 1638-606X, consulté le 15 septembre 2021).
- « La gauche acéphale »  (Tribune), sur lefigaro.fr/vox, 19 juin 2020 (e-ISSN 1638-606X, consulté le 15 septembre 2021).
- « La messe en latin, un patrimoine liturgique »  (Tribune), sur lefigaro.fr/vox, 19 juillet 2021 (e-ISSN 1638-606X, consulté le 15 septembre 2021).

### Écrits pour la revueFront Populaire
Cette section regroupe l'ensemble des articles écrits pour la revue papier Front Populaire (ISSN 2729-6172). Les textes présents sur le site Internet attenant à la revue ne figurent pas ci-dessous.
- « Nous autres civilisations... » (Éditorial), Front Populaire, no 1 « Souverainisme ! »,‎ été 2020, p. 7-11.
- « Retour vers le progrès » (Éditorial), Front Populaire, no 2 « L'État profond : Le Vrai pouvoir à abattre »,‎ automne 2020, p. 2-7.
- « Souverainisme ou vassalisation » (Éditorial), Front Populaire, no Hors série 1 « L'abécédaire du souverainisme »,‎ octobre 2020.
- « Qu'est-ce que le souverainisme ? » (4ème de couverture), Front Populaire, no Hors série 1 « L'abécédaire du souverainisme »,‎ octobre 2020.
- « La haine de soi française : Sortir vraiment du XXe siècle » (Éditorial), Front Populaire, no 3 « Le génie français : Ce qui nous fait aimer la France »,‎ hiver 2020, p. 1-5.
- « La ligne philosophique claire : Ce qui nous fait aimer la France », Front Populaire, no 3 « Le génie français : Ce qui nous fait aimer la France »,‎ hiver 2020, p. 68-83.
- « Une politique de civilisation » (Éditorial), Front Populaire, no 4 « Immigrations : Éviter le naufrage »,‎ printemps 2021, p. 2-7.
- « Une civilisation de méduses », Front Populaire, no 4 « Immigrations : Éviter le naufrage »,‎ printemps 2021, p. 70-81.
- « Adieu à la raison : La Menace de Sparte » (Éditorial), Front Populaire, no 5 « Écologies : Les leurs et les nôtres »,‎ été 2021, p. 2-7.
- « Technique du cheval de Troie : Le Traquenard d'Ulysse », Front Populaire, no 5 « Écologies : Les leurs et les nôtres »,‎ été 2021, p. 50-67.
- « Théorie du bourreau » (Éditorial), Front Populaire, no 6 « Le droit à la sécurité : Contre l'ensauvagement »,‎ automne 2021, p. 1-7.
- « L'ubérisation de l'inquisition : La Jurisprudence Michel Foucault », Front Populaire, no 6 « Le droit à la sécurité : Contre l'ensauvagement »,‎ automne 2021, p. 76-87.
- « En dessous du serpent » (Éditorial), Front Populaire, no Hors série 2 « Macron, droit d'inventaire »,‎ octobre 2021, p. 2-5.
- « Antidialectique : Le Principe de contradiction », Front Populaire, no Hors série 2 « Macron, droit d'inventaire »,‎ octobre 2021, p. 8-12.
- « Obscénité », Front Populaire, no Hors série 2 « Macron, droit d'inventaire »,‎ octobre 2021, p. 71-75.
- « L'Anarchie positive » (Éditorial), Front Populaire, no 7 « Droite & gauches : Espèces menacées »,‎ hiver 2021/2022, p. 1-9 (lire en ligne ).
- « Le wokisme : Maladie infantile du communisme », Front Populaire, no 7 « Droite & gauches : Espèces menacées »,‎ hiver 2021/2022, p. 75-83

### Écrits pour le magazineLe Point
Cette section regroupe les articles écrits par l'auteur Michel Onfray pour le magazine Le Point (édition papier et site Internet). Les entretiens de celui-ci ne sont pas listés.
- « Onfray, le temps de Proudhon », À l'occasion de la sortie du livre Dictionnaire Proudhon chez Aden , sur lepoint.fr, 3 novembre 2011 (e-ISSN 2271-0744, consulté le 13 septembre 2021).
- « Penser comme un cheval », À propos du spectacle Calacas de Bartabas , sur lepoint.fr, 2 décembre 2011 (e-ISSN 2271-0744, consulté le 13 septembre 2021).
- À propos de l'essai Notre Vagabonde liberté : à cheval sur les traces de Montaigne chez L'Observatoire. « Gaspard Kœnig : Un anarchiste tranquille », Le Point, no 2259,‎ 2 septembre 2021 (ISSN 0242-6005).Version en ligne : « Gaspard Kœnig, un anarchiste tranquille » , sur lepoint.fr, 5 septembre 2021 (e-ISSN 2271-0744, consulté le 13 septembre 2021).

Avant d'être édité, l'essai Autodafés a été en partie publié par épisodes dans le magazine papier Le Point ou sur le site du Point et parfois les deux.

### Écrits pour laRevue des Deux Mondes
Cette section regroupe les articles écrits par l'auteur Michel Onfray pour la Revue des Deux Mondes (édition papier et site Internet). Les entretiens de celui-ci ne sont pas listés.
- « À quoi les islamistes s’attaquent-ils exactement ? », Revue des Deux Mondes,‎ février 2021 (ISSN 0035-1962).

### Tribunes, pétitions et manifestes co-signées
Cette section regroupe les tribunes, pétitions et manifestes co-signées par Michel Onfray.
- Collectif, « L'appel contre « la prise de Radio France » »  (Pétition), sur nouvelobs.com, 31 août 2004 (e-ISSN 2491-6420, consulté le 17 septembre 2021).
- Collectif, « Rassemblements pour les trois d'Action Directe »  (Pétition), sur nouvelobs.com, 26 février 2006 (e-ISSN 2491-6420, consulté le 17 septembre 2021).
- Collectif, « Pour une évolution du régime juridique de l'animal   dans le code civil reconnaissant sa nature d'être sensible »  (Manifeste), sur 30 millions d'amis, octobre 2013 (consulté le 15 septembre 2021).
- Luc Ferry, François Bayrou, Jean-Pierre Chevènement, Pascal Bruckner, Jacques Julliard et Michel Onfray, « Réforme du collège : La Lettre ouverte des anciens ministres »  (Tribune), sur midilibre.fr, 7 juin 2015 (e-ISSN 2263-5629, consulté le 18 septembre 2021)
- Collectif, « L'appel des artistes français en faveur de l'Arménie et de l'Artsakh »  (Tribune), sur lefigaro.fr, 23 novembre 2020 (e-ISSN 1638-606X, consulté le 15 septembre 2021).
- Collectif, « Tribune sur « l'apartheid en Israël » : « La Colère de citoyens juifs et des vrais antiracistes » »  (Tribune), sur lexpress.fr, 12 août 2021 (e-ISSN 2491-4282, consulté le 14 septembre 2021).